# 吉尔吉斯斯坦国徽
吉爾吉斯斯坦國徽啟用於1994年1月3日，2016年6月2日重新修改，国徽為圓形，以藍、金為主色。中間上方為太陽在天山升起之景象，下為展翅的雄鷹。外圍書有「吉尔吉斯共和国」，並以麥穗和棉花裝飾。